# Raincloud
Raincloud è un singolo del duo musicale britannico Lighthouse Family, pubblicato nel 1997 ed estratto dal loro secondo album in studio Postcards from Heaven.
Il brano è stato scritto da Paul Tucker, Tunde Baiyewu e Martin Brammer.

## Tracce
- CD

1. Raincloud (7" edit)
2. Raincloud (D'Influence Remix Edit)
3. From a Desert to a Beach
4. Raincloud (Basement Boys Paradox Vocal)